# مارتین گودمن (تاریخ)
مارتین گودمن (انگلیسی: Martin Goodman; ۱ اوت ۱۹۵۳ –) مورخ، استاد دانشگاه، و دانشمند یهودی‌شناس اهل بریتانیا بود.
وی همچنین برندهٔ جوایزی همچون عضو آکادمی بریتانیا شده‌است.